# Карл Јохан Јонсон
Карл Јохан Јонсон (швед. Karl-Johan Johnsson; 28. јануар 1990) шведски је фудбалер, игра на позицији голмана.

## Каријера
Почео је каријеру у Халмштаду, клубу који је испао из лиге 2011. године, али се вратио у Прву дивизију Шведске следеће године.
Следећих пар сезона је бранио за холандски НЕЦ Нејмеген и дански Рандерс. Године 2015. проглашен је за најбољег голмана данског првенства.
Средином 2016. стигао је у Генгам, где је одиграо доста добрих партија у француском првенству.

## Репрезентација
Бранио је за омладинске репрезентације Шведске до 19 и 21. године.
Дебитовао је 2012. године на голу шведске сениорске репрезентације. У мају 2018. године, био је уврштен у састав Шведске на Светском првенству у Русији 2018. године.